# Saint-Montan

Saint-Montan este o comună în departamentul Ardèche din sud-estul Franței. În 1 ianuarie 2022 avea o populație de 1.955 de locuitori.